# Austrochaperina basipalmata
Austrochaperina basipalmata là một loài ếch trong họ Nhái bầu.
Nó được tìm thấy ở Indonesia và Papua New Guinea.
Các môi trường sống tự nhiên của chúng là các khu rừng ẩm ướt đất thấp nhiệt đới hoặc cận nhiệt đới và sông.